# Ateez
Ateez ( Hangul : 에이 티즈; japoneză : エ イ テ ィ ー ズ; stilizat ca ATEEZ ), este un grup de băieți sud-coreeni format de KQ Entertainment. Grupul este format din opt membri: Hongjoong, Seonghwa, Yunho, Yeosang, San, Mingi, Wooyoung și Jongho. Au debutat pe 24 octombrie 2018 cu piesa extinsă (EP) Treasure EP.1: All to Zero .  În calitate de debutanți, Ateez a fost beneficiarul Premiului Next Generation la Golden Disc Awards 2019, și a fost desemnat Worldwide Fans 'Choice atât la 2019 cât și la 2020 Mnet Asian Music Awards (MAMA). De asemenea, Ateez a fost supranumit „lideri de generația a patra” de către Ministerul Coreean al Culturii, Sportului și Turismului și sunt ambasadori oficiali la nivel mondial pentru cultura și turismul coreean, adesea denumiți „Idoli de performanță globală” de către mass-media coreeană.  
Din martie 2021, Ateez a lansat șase EP-uri în limba coreeană, un album complet și trei albume japoneze. Lansează Treasure EP. Fin: All to Action, Treasure Epilogue: Action to Answer , Zero: Fever Part.1 și Zero: Fever Part.2 au depășit toate topurile albumelor sud-coreene, cu Zero: Fever Part. 1 devenind primul album al grupului care a fost certificat platină pe Gaon Albums Chart. Până în prezent, Ateez a vândut peste un milion de copii fizice ale lansărilor lor în Coreea de Sud.  

## Istorie

### 2016–2018: Formare, Pre-debut șiTreasure EP.1
Planurile pentru un nou grup de băieți KQ Entertainment au început după ce un membru al personalului companiei a descoperit o scrisoare și o probă de mixtape de la viitorul lider al lui Ateez, Kim Hongjoong, care și-a exprimat interesul de a deveni stagiar la KQ Entertainment datorită admirației sale pentru Block B, un grup administrat de companie.  Hongjoong a devenit apoi primul stagiar oficial al companiei și va rămâne singurul stagiar până când Yunho i se va alătura șase luni mai târziu.   În anul următor, li se vor alătura Seonghwa, Yeosang, San, Mingi, Wooyoung și Jongho. Mai mulți membri s-au instruit anterior la alte companii: Mingi la Maroo Entertainment, Jongho la TOP Media și Yeosang și Wooyoung la Big Hit Entertainment .     
Înainte de debut, Ateez a fost numit KQ Fellaz.  La sfârșitul anului 2017, Hongjoong, Mingi, Wooyoung și Jongho au concurat la reality show-ul de supraviețuire Mix Nine, plasându-se pe locul 43, 63, 72 și respectiv 44.   Pe 18 mai 2018, KQ Entertainment a lansat videoclipul YouTube „KQ Fellaz Performance Video I”, care îi prezenta pe toți cei opt viitori membri Ateez împreună pentru prima dată, dansând pe piesa „Pick It Up” a rapperului Famous Dex . La scurt timp după aceea, a apărut în premieră seria lor web de pre-debut, KQ Fellaz American Training, prezentând cei opt membri care călătoresc în Los Angeles, California, pentru a se antrena în dans la Millennium Dance Complex .  În această perioadă, un al nouălea stagiar, Lee Junyoung, a fost promovat ca membru al KQ Fellaz, dar în cele din urmă nu a fost adăugat la grupul final.  Pentru finalul seriei, KQ Fellaz a lansat single-ul „From”, compus și produs de Hongjoong. 
KQ Entertainment a anunțat apoi un reality show KQ Fellaz cu un set de trei teasere. Al doilea teaser, lansat pe 3 iulie 2018, a dezvăluit numele oficial al grupului: Ateez. Emisiunea, Code Name Is Ateez, a avut premiera pe Mnet pe 20 iulie. 
Pe 24 octombrie 2018, Ateez și-a lansat EP-ul de debut, Treasure EP.1: All to Zero, cu videoclipuri muzicale lansate simultan pentru single-urile principale „Pirate King” și „Treasure”.   Albumul a atins locul 7 pe săptămânalul Gaon Albums Chart, vânzând 23.644 de exemplare în 2018. 

### 2019: descoperire internațională și primul album complet
Pe 3 ianuarie 2019, Ateez a anunțat primul EP de revenire, Treasure EP.2: Zero to One, cu o fotografie de prezentare pe SNS.  EP a fost lansat pe 15 ianuarie alături de un videoclip muzical pentru single-ul principal „Say My Name”.  Un videoclip muzical ulterior pentru piesa „Hala Hala (Hearts Awakened, Live Alive)” a fost lansat pe 7 februarie. 
Pe 24 ianuarie, Ateez a anunțat primul lor turneu, The Expedition Tour, cu date de martie în cinci orașe americane: New York City, Chicago, Dallas, Atlanta și Los Angeles .   Turneul a fost apoi prelungit până în aprilie cu adăugarea unui tur european, cu spectacole la Londra, Lisabona, Paris, Berlin, Amsterdam, Milano, Budapesta, Stockholm, Varșovia și Moscova .  Toate spectacolele americane și europene au fost raportate ca fiind epuizate.   Pe 17 mai, Ateez a cântat la primul lor KCON, KCON 2019 Japonia, în Chiba, Japonia .   La începutul lunii iunie, a fost anunțat că The Expedition Tour va fi prelungit din nou cu spectacole în Australia, cu turneul din august la Melbourne și Sydney . 
Ateez a lansat al treilea EP, Treasure EP.3: One to All pe 10 iunie.  Single-ul principal, „Wave”, a fost selectat printr-un vot al fanilor, în competiție cu „Illusion”.  Videoclipurile muzicale pentru ambele melodii au fost lansate în aceeași zi. Pe 20 iunie, Ateez a câștigat primul premiu al programului muzical pe M Countdown pentru „Wave”, câștigând a doua oară la The Show cinci zile mai târziu.   Ateez a cântat la evenimentele KCON din New York City și Los Angeles în iulie și, respectiv, august și a primit Premiul Soribada pentru cea mai bună interpretare pe 20 august.  
Pe 18 septembrie, Ateez a anunțat a treia revenire cu EP-ul Treasure. Fin: All to Action, care ar fi primul lor album de studio de lungă durată.  A fost lansat pe 8 octombrie cu un videoclip muzical pentru single-ul principal „Wonderland”.   Albumul va continua să vândă 165.479 de exemplare fizice în Coreea de Sud în 2019 și a devenit primul album Ateez care a ajuns pe locul 1 în săptămânalul Gaon Albums Chart .   Pe 10 noiembrie, au lansat primul lor videoclip muzical în limba japoneză pentru piesa „Utopia”, inițial o piesă de pe Treasure EP.3 .  Pe 4 decembrie, debutul albumului japonez Treasure EP. Extra: Shift the Map, a fost lansat și au câștigat premiul Worldwide Fans 'Choice la Mnet Asian Music Awards din Nagoya, Japonia, în aceeași zi.  

### 2020: Încheiereaseriei Treasureși succesul intern în plină dezvoltare
Pe 6 ianuarie 2020, Ateez a lansat al patrulea EP, Treasure Epilogue: Action to Answer, ca concluzie a seriei lor Treasure, alături de un videoclip muzical pentru single-ul principal „Answer”.   EP-ul a vândut 179.796 de exemplare fizice în Coreea de Sud în 2020. 
Cel de-al doilea turneu mondial al grupului, The Fellowship: Map the Treasure, a fost programat să înceapă la Seul în februarie, apoi să se îndrepte spre șapte orașe europene în martie, precum și două orașe japoneze și cinci orașe ale Statelor Unite în aprilie. Datele turneului din Seul au avut loc conform planificării în perioada 8-9 februarie.  Cu toate acestea, din cauza preocupărilor legate de pandemia COVID-19, toate celelalte date ale turneului au fost amânate pe termen nelimitat.    Înainte de aceasta, mai multe date ale turneului se epuizaseră deja, opririle din Amsterdam, Madrid și Moscova raportându-se că s-au epuizat din ianuarie. Toate datele din Statele Unite au fost, de asemenea, sold-out, inclusiv unele locuri capabile să găzduiască peste 18.000 de persoane. 
Datorită restricțiilor COVID, Ateez a găzduit un concert virtual gratuit numit „Crescent Party” în aplicația V Live, cu peste 1,4 milioane de spectatori prezenți la evenimentului live din 30 mai.  Pe 26 iunie, au desfășurat atât etapele de deschidere, cât și cele de închidere la KCON:TACT 2020, organizând prima lor întâlnire virtuală cu fanii. 
Pe 4 iulie, Ateez a lansat un program de promovare pentru al cincilea EP, Zero: Fever Part.1, care va fi prima lor lansare după încheierea seriei Treasure.  Single-ul principal, „Inception”, a fost votat de fani în competiție cu piesa „Thanxx”.  EP a fost lansat pe 29 iulie, iar Ateez a primit premiile pentru al treilea și al patrulea program muzical pentru „Inception” în perioada 4–5 august, la The Show și Show Champion .   Zero: Fever Part. 1 a vândut un total de 379.052 de exemplare fizice în Coreea de Sud în 2020, făcându-l primul album Ateez care a certificat platina pe Gaon Album Chart, și a devenit al doilea grup de băieți din a patra generație care a generat un milion de vânzări totale în perioada de debut . 
Pe 29 august, Ateez a apărut la programul de televiziune sud-coreean Immortal Songs: Singing the Legend .  Au interpretat un cover a melodiei „Black Cat Nero” a lui Turbo, câștigând episodul pe baza votului publicului și făcându-i primul grup din a patra generație care a câștigat în program și al șaselea grup de idoli în general.  Pe 31 octombrie, Ateez a lansat o versiune specială a videoclipului muzical de Halloween pentru „Black Cat Nero”, cu artistul original Kim Jong-kook . 
Pe 15 noiembrie, s-a anunțat că membrul Mingi va suspenda temporar activitățile promoționale cu grupul din cauza simptomelor de anxietate psihologică, astfel încât să se poată concentra pe tratament și recuperare. 
La Mnet Asian Music Awards 2020, Ateez a câștigat premiile Worldwide Fans 'Choice și Discovery of the Year .  În timpul performației lor la spectacol, a fost anunțat că Ateez se va alătura grupurilor The Boyz și Stray Kids în sezonul inaugural al Kingdom: Legendary War, un spectacol de concurs Mnet care va fi difuzat în aprilie 2021. 
Potrivit unui sondaj oficial de pe Twitter, Ateez a fost al 5-lea cel mai tweetat muzician în Statele Unite din 2020, în spatele doar BTS, Kanye West, Beyoncé și Drake, pe lângă faptul că este al 10-lea cel mai tweetat grupul de K-pop din lume. . 

### 2021 – prezent: activități domestice,Zero: Fever Part.2șiKingdom: Legendary War
Ateez a revenit la Immortal Songs: Singing the Legend pentru a treia oară la 6 februarie, efectuând interpretarea melodiei "It's Raining"a lui Rain, și câștigând episodul, ceea ce le face grupul masculin K-pop cu victorii mutiple pe program. 
Pe 1 martie, al șaselea EP, Zero: Fever Part.2, a fost lansat cu un videoclip pentru single-ul promovat „Fireworks (I'm the One)”.   Ateez a primit cea de-a cincea victorie a spectacolului muzical la emisiunea The Show pe 9 martie pentru melodie.  Zero: Fever Part.2 a fost certificat ca Double Platinum pe 8 iulie, după ce a depășit 500.000 de exemplare vândute.  
Pe 24 martie, Ateez a lansat albumul original de studio japonez Into the A to Z. 
În plus față de lansările lor muzicale, Ateez a început o serie de activități interne la televiziunea coreeană.  Începând din martie, Yeosang este unul dintre announcers de la The Show .  Patru membri - Yunho, Jongho, Seonghwa și San - au fost distribuiți în serialul de televiziune sud-coreean Imitation, care a început să fie difuzat în mai. 
Ateez (cu excepția membrului Mingi) a participat la Kingdom: Legendary War, un spectacol de competiție alături de alte cinci grupuri de băieți K-pop, care începe în aprilie.  Pentru runda finală, au lansat piesa „멋 (The Real)” pe 28 mai, la care Mingi a participat la înregistrare, dar nu a interpretat.   În cele din urmă, grupul a terminat pe locul trei în general. 
Pe 14 aprilie, Ateez a cântat la programul muzical japonez Asahi TV, BREAK OUT . 
Pe 22 mai, Ateez s-a întors la Immortal Songs: Singing the Legend pentru a patra oară, interpretând "Right Now" al lui Psy și câștigând, de asemenea, episodul. 
Pe 9 iulie, KQ Entertainment a confirmat că San a dat rezultate pozitive și este asimptomatic pentru COVID-19 . Toți membrii (cu excepția lui Mingi) și-au suspendat activitățile și s-au auto-izolat până pe 23 iulie, iar San a rămas la un centru de tratament până când a fost eliberat pe 19 iulie.   Pe 19 iulie, s-a anunțat că Mingi se va întoarce la activitățile de grup. 
Pe 28 iulie, Ateez a lansat primul lor single japonez „Dreamers”, care servește drept a cincea temă finală pentru seria de anime de repornire 2020 Digimon Adventure. 

## Alte întreprinderi

### Aprobări
Pe 8 mai 2020, și Ministerul Coreean al Culturii, Sportului și Turismului  l-a numit pe Ateez ambasadorul lor promoțional din 2020, cu scopul de a promova cultura și turismul coreean în străinătate.  Ambasadorul lor i-a determinat să participe la provocarea de releu „Overcome Together” pentru a încuraja obiceiuri mai sigure pentru evitarea COVID-19, și a deveni ambasadorul Concursului Talk Talk Korea în 2020.   
La 1 iulie 2021, s-a anunțat că membrii Ateez, Hongjoong și Yunho, vor participa la campania Pepsi Taste of Korea din 2021.  Membrii au colaborat cu artiști Rain, Brave Girls și Monsta X pentru piesa „Summer Taste”, lansată pe 14 iulie. 

### Filantropie
La 31 august 2020, s-a anunțat că membrii Ateez, Mingi și Yeosang, vor participa la Star Bookstore, o campanie de donare a relei în care vedetele citesc cărți pentru copii pentru copii în situații defavorizate.  Cărțile audio pe care fiecare membru le-a înregistrat au depășit 10.000 de vizualizări în decurs de o zi de la lansare, ceea ce a dus la o donație de 2 milioane de euro de la Happy Bean în numele celor doi membri către diferite organizații de asistență socială din Coreea. 
Pe 14 septembrie 2020, Ateez a fost anunțat în calitate de ambasadori pentru Polished Man, o inițiativă care strânge fonduri pentru prevenirea traumei și programe de recuperare a traumei pentru tinerii supraviețuitori ai violenței.  Înainte de a fi ambasador, membrul Hongjoong a crescut conștientizarea acestei campanii de la debutul lui Ateez, pictându-și una dintre unghii.  Acest lucru i-a determinat pe fanii grupului să creeze pagini de strângere de fonduri pe site-ul Polished Man și să strângă sute de dolari în 2019 și la începutul anului 2020 înainte ca Ateez să devină parteneri oficiali ai campaniei.  Din iulie 2021, fondurile strânse prin parteneriatul lui Ateez cu Polished Man au depășit 30.000 de dolari. 
Pe 15 mai 2021, Ateez a apărut pe Identity 2021, o strângere de fonduri live stream găzduită de Amazon Music în onoarea lAsian Pacific American Heritage Month.  Campania a strâns peste 20.000 de dolari, care s-au îndreptat către bursele muzicale Pacific Bridge Arts și fondul comunitar Gold House AAPI. 

## Membri
| Nume             | Nume Real               | Data de naștere | Locul nașterii         | Poziție                                   |
| ---------------- | ----------------------- | --------------- | ---------------------- | ----------------------------------------- |
| Hongjoong (홍중) | Kim Hong-joong (김홍중) | 7.11.1998       | Anyang, Coreea de Sud  | Leader, Rapper, Composer                  |
| Seonghwa (성화)  | Park Seong-hwa (박성화) | 3.4.1998        | Jinju, Coreea de Sud   | Vocalist                                  |
| Yunho (윤호)     | Jeong Yun-ho (정윤호)   | 23.3.1999       | Gwangju, Coreea de Sud | Vocalist, Performer (Main Dancer)         |
| Yeosang (여상)   | Kang Yeo-sang (강여상)  | 15.6.1999       | Pohang, Coreea de Sud  | Vocalist, Performer                       |
| San (산)         | Choi San (최산)         | 10.7.1999       | Namhae, Coreea de Sud  | Vocalist                                  |
| Mingi (민기)     | Song Min-gi (송민기)    | 9.8.1999        | Incheon, Coreea de Sud | Rapper, Composer, Performer (Main Dancer) |
| Wooyoung (우영)  | Jung Woo-young (정우영) | 26.11.1999      | Ilsan, Coreea de Sud   | Vocalist, Performer (Main Dancer)         |
| Jongho (종호)    | Choi Jong-ho (최종호)   | 12.10.2000      | Seul, Coreea de Sud    | Main Vocalist                             |

## Discografie

### Albume
| Title                            | Details                                                                                                  | Cea mai înaltă poziție | Cea mai înaltă poziție | Cea mai înaltă poziție | Cea mai înaltă poziție | Cea mai înaltă poziție | Cea mai înaltă poziție | Cea mai înaltă poziție | Vânzări                    |
| Title                            | Details                                                                                                  | KOR                    | AUS Dig.               | FRA Dig.               | HUN                    | JPN                    | US Heat.               | US World               | Vânzări                    |
| -------------------------------- | --- | ---------------------- | ---------------------- | ---------------------- | ---------------------- | ---------------------- | ---------------------- | ---------------------- | -------------------------- |
| Treasure EP.Fin: All to Action   | - Lansat: 8 octombrie 2019 (KOR) - Etichetă: KQ Entertainment - Formate: CD, digital download, streaming | 1                      | 32                     | 53                     | 15                     | —                      | 10                     | 7                      | - KOR: 209,316 - US: 1,000 |
| Treasure EP.Extra: Shift the Map | - Lansat: 4 decembrie 2019 (JPN) - Etichetă: Nippon Columbia - Formate: CD, digital download, streaming  | —                      | —                      | —                      | —                      | 9                      | —                      | —                      | - JPN: 13,390 (Phy.)       |
| Into the A to Z                  | - Lansat: 24 martie 2021 (JPN) - Etichetă: Nippon Columbia - Formate: CD, digital download, streaming    | —                      | —                      | —                      | —                      | 6                      | —                      | —                      | - JPN: 11,868 (Phy.)       |

## Single-luri

### Ca artist principal
| Title | Year | Peak chart positions | Peak chart positions | Peak chart positions | Peak chart positions | Peak chart positions | Peak chart positions | Peak chart positions | Sales                | Album                                                             |
| Title | Year | KOR                  | KOR Billb.           | HUN                  | JPN                  | JPN Hot              | NZ Hot               | US World             | Sales                | Album                                                             |
| --- | ---- | -------------------- | -------------------- | -------------------- | -------------------- | -------------------- | -------------------- | -------------------- | -------------------- | ----------------------------------------------------------------- |
| "Pirate King" (해적왕) | 2018 | —                    | —                    | —                    | —                    | —                    | —                    | —                    | N/A                  | Treasure EP.1: All to Zero                                        |
| "Treasure" | 2018 | —                    | —                    | —                    | —                    | —                    | —                    | —                    | N/A                  | Treasure EP.1: All to Zero                                        |
| "Say My Name" | 2019 | —                    | —                    | —                    | —                    | —                    | —                    | 8                    | N/A                  | Treasure EP.2: Zero to One                                        |
| "Illusion" | 2019 | —                    | 70                   | —                    | —                    | —                    | —                    | 23                   | N/A                  | Treasure EP.3: One to All                                         |
| "Wave" | 2019 | —                    | —                    | —                    | —                    | —                    | —                    | 17                   | N/A                  | Treasure EP.3: One to All                                         |
| "Wonderland" | 2019 | —                    | —                    | —                    | —                    | —                    | —                    | 6                    | - US: 1,000          | Treasure EP.Fin: All to Action                                    |
| "Utopia" (Japanese version)                                                                                                | 2019 | —                    | —                    | —                    | —                    | —                    | —                    | —                    | N/A                  | Treasure EP.Extra: Shift the Map                                  |
| "Answer" | 2020 | —                    | —                    | —                    | —                    | —                    | —                    | 6                    | - US: 1,000          | Treasure Epilogue: Action to Answer and Treasure EP.Map to Answer |
| "Inception" | 2020 | —                    | —                    | —                    | —                    | —                    | —                    | 9                    | N/A                  | Zero: Fever Part.1                                                |
| "Thanxx" | 2020 | —                    | —                    | —                    | —                    | —                    | —                    | 18                   | N/A                  | Zero: Fever Part.1                                                |
| "Call Me Anytime" (with Eden, Maddox, and Eden-Ary)                                                                        | 2020 | —                    | —                    | —                    | —                    | —                    | —                    | —                    | N/A                  | Non-album single                                                  |
| "Fireworks (I'm the One)" (불놀이야)                                                                                       | 2021 | 148                  | —                    | 32                   | —                    | —                    | —                    | 6                    | N/A                  | Zero: Fever Part.2                                                |
| "Still Here" | 2021 | —                    | —                    | —                    | —                    | —                    | —                    | 24                   | N/A                  | Into the A to Z                                                   |
| "Dreamers" | 2021 | —                    | —                    | —                    | 2                    | 24                   | —                    | 16                   | - JPN: 38,414 (phy.) | Non-album single                                                  |
| "Be My Lover" (바다 보러 갈래?) (with Kim Jong-kook)                                                                       | 2021 | —                    | —                    | —                    | —                    | —                    | —                    | 17                   | N/A                  | Season Songs                                                      |
| "Deja Vu" | 2021 | 49                   | —                    | 30                   | —                    | —                    | —                    | 4                    | N/A                  | Zero: Fever Part.3                                                |
| "Eternal Sunshine" | 2021 | —                    | —                    | —                    | —                    | —                    | —                    | —                    | N/A                  | Zero: Fever Part.3                                                |
| "Turbulence" (야간비행) | 2021 | —                    | —                    | —                    | —                    | —                    | —                    | 9                    | N/A                  | Zero: Fever Epilogue                                              |
| "The Real" (Heung version) (멋 (흥:興 Ver.))                                                                               | 2021 | 149                  | —                    | —                    | —                    | —                    | —                    | 6                    | N/A                  | Zero: Fever Epilogue                                              |
| "Rocky" (Boxers version)                                                                                                   | 2022 | —                    | —                    | —                    | —                    | —                    | —                    | —                    | N/A                  | Beyond: Zero                                                      |
| "Guerrilla" | 2022 | 67                   | —                    | 8                    | —                    | —                    | 39                   | 5                    | N/A                  | The World EP.1: Movement                                          |
| "—" denotes releases that did not chart or were not released in that region. "*" denotes chart did not exist at that time. |      |                      |                      |                      |                      |                      |                      |                      |                      |                                                                   |

### Single-luri promoțional
| Year                                                                         | Peak chart positions | Peak chart positions | Album |                  |
| Year                                                                         | KOR                  | US World             | Album |                  |
| ---------------------------------------------------------------------------- | -------------------- | -------------------- | ----- | ---------------- |
| "Summer Taste" (with Rain, Monsta X, and Brave Girls)                        | 2021                 | —                    | —     | Non-album single |
| "Don't Stop"                                                                 | 2022                 | —                    | 6     | Non-album single |
| "—" denotes releases that did not chart or were not released in that region. |                      |                      |       |                  |

### Videoclipuri muzicale
| An   | Music video                                          | Director(i)                           | Coregraf(i)                                                | Note                           | Ref.    |
| ---- | ---------------------------------------------------- | ------------------------------------- | ---------------------------------------------------------- | ------------------------------ | ------- |
| 2018 | "From"                                               | N/A                                   | Ateez                                                      | Pre-debut as KQ Fellaz         | N/A     |
| 2018 | "Pirate King" (해적왕)                               | Lee Gi-baek (Tiger Cave)              | 홍재민 (BBtrippin), Rie Hata, Ateez                        | Performance Video              | [ 158 ] |
| 2018 | "Treasure"                                           | Lee Gi-baek (Tiger Cave)              | 홍재민 (BBtrippin), Anze Skrube                            | Debut Music Video              | [ 158 ] |
| 2019 | "Hala Hala (Hearts Awakened, Live Alive)"            | Jason Kim (Flipevil)                  | 홍재민 (BBtrippin)                                         | Performance Video              | [ 160 ] |
| 2019 | "Say My Name"                                        | Jason Kim (Flipevil)                  | 홍재민 (BBtrippin), Anze Skrube, Josh Smith, Johnny Erasme | N/A                            | [ 160 ] |
| 2019 | "Promise"                                            | N/A                                   | N/A                                                        | Special Music Video by M2      | [ 161 ] |
| 2019 | "Illusion"                                           | Jason Kim (Flipevil)                  | 홍재민 (BBtrippin), Anze Skrube, Johnny Blaze              |                                | [ 162 ] |
| 2019 | "Wave"                                               | Jason Kim (Flipevil)                  | 홍재민 (BBtrippin), Anze Skrube, Johnny Blaze              | [ 163 ]                        |         |
| 2019 | "Aurora"                                             | N/A                                   | 홍재민 (BB Trippin)                                        | N/A                            | N/A     |
| 2019 | "Aurora (NY Edition)"                                | Studio Choom                          | 홍재민 (BB Trippin)                                        | Special New York Edition by M2 | N/A     |
| 2019 | "Wonderland"                                         | Jason Kim (Flipevil)                  | 홍재민 (BBtrippin), Anze Skrube, Johhny Blaze, Josh Smith  | N/A                            | [ 165 ] |
| 2019 | "Utopia"                                             | Junwoo Lee (Salt Film)                | 홍재민 (BBtrippin)                                         | Debut Japanese Music Video     | [ 166 ] |
| 2020 | "Answer"                                             | Jason Kim (Flipevil)                  | 홍재민 (BBtrippin), Anze Skrube                            | N/A                            | [ 167 ] |
| 2020 | "Answer (Japanese Version)"                          | Jason Kim (Flipevil)                  | 홍재민 (BBtrippin), Anze Skrube                            | Japanese MV                    | [ 167 ] |
| 2020 | "Inception"                                          | Seong Wonmo (Digipedi)                | 홍재민 (BBtrippin)                                         | N/A                            | [ 168 ] |
| 2020 | "Thanxx"                                             | Lee Gi-baek (Tiger Cave)              | 홍재민 (BBtrippin), Melvin Timtim                          | N/A                            | [ 158 ] |
| 2020 | "The Black Cat Nero"                                 | Chung Ki Youl (Digipedi)              | 홍재민 (BBtrippin)                                         | Halloween Performance Video    | [ 169 ] |
| 2021 | "Fireworks (I'm the One)" (불놀이야)                 | Jason Kim (Flipevil)                  | BBtrippin, Anze Skrube, Josh Smith                         | N/A                            | [ 170 ] |
| 2021 | "Dreamers"                                           | Zanybros                              | N/A                                                        | 1st Japan Single               | N/A     |
| 2021 | "Be My Lover" (바다 보러 갈래?) with (Kim Jong-kook) | Lee Gi-baek (Tiger Cave)              | BBtrippin                                                  | Collaboration Single           | N/A     |
| 2021 | "Deja Vu"                                            | Yeom Woojin                           | BBtrippin, Melvin Timtim                                   | N/A                            | [ 171 ] |
| 2021 | "Eternal Sunshine"                                   | Lee Gi-baek (Tiger Cave)              | BBtrippin, Keone Madrid                                    | N/A                            | [ 172 ] |
| 2021 | "Turbulence" (야간비행)                              | Seong Wonmo, Chung Ki Youl (Digipedi) | BBtrippin, Lyle Beniga                                     | N/A                            | [ 173 ] |
| 2021 | "The Real (흥 : 興 : Heung ver.)" (멋)               | Seong Wonmo, Chung Ki Youl (Digipedi) | BBtrippin, Rie Hata                                        | N/A                            | [ 174 ] |
| 2022 | "Don't Stop"                                         | Shin Hee-won (STWT)                   | N/A                                                        | Universe Music                 | [ 175 ] |
| 2022 | "ROCKY (Boxers Ver.)"                                | OJun Kwon (ARFILM)                    | BBtrippin                                                  | 2nd Japan EP                   | [ 176 ] |
| 2022 | "Guerrilla"                                          | Seong Wonmo, Moon Seokho (Digipedi)   | BBtrippin, Sienna Lalau                                    | N/A                            | [ 177 ] |

## Filmografie

### Televiziune
| An   | Titlu                             | Rețea   | Episoade    | Notă                                    | Ref     |
| ---- | --------------------------------- | ------- | ----------- | --------------------------------------- | ------- |
| 2018 | Code Name is Ateez (작전명 ATEEZ) | Mnet    | 8 episoade  | Reality show pre-debut                  | [ 20 ]  |
| 2019 | Ateez Treasure Film               | Mnet    | 3 episoade  | Reality show filmat în Australia și SUA | [ 178 ] |
| 2020 | Ateez Fever Road                  | KakaoTV | 8 episoade  |                                         | [ 179 ] |
| 2021 | Salary Lupin ATEEZ                | Mnet    | 7 episoade  |                                         | [ 180 ] |
| 2021 | Kingdom: Legendary War            | Mnet    | 10 episoade | [ 181 ]                                 |         |

### Spectacole online
| An   | Titlu                             | Episoade    | Note                                              | Ref.    |
| ---- | --------------------------------- | ----------- | ------------------------------------------------- | ------- |
| 2018 | KQ Fellaz 미국 연수기             | 19 episodes | Pre-debut training in LA                          | [ 182 ] |
| 2019 | Ateez Wanted                      | 8 episodes  |                                                   | [ 183 ] |
| 2019 | Ateez Long Journey                | 4 episodes  |                                                   | [ 184 ] |
| 2019 | Ateez Anewz                       | 14 episodes |                                                   |         |
| 2020 | Ateez 82 Challenge                | 8 episodes  |                                                   | [ 185 ] |
| 2020 | Ateez Fever Road                  | 8 episodes  |                                                   | [ 186 ] |
| 2020 | Kids Teaching Idol                | 4 episodes  |                                                   | [ 187 ] |
| 2021 | GGULlog.zam Ateez: Holiday        | 7 episodes  |                                                   |         |
| 2021 | Pirate Reboot: The Five Treasures | 10 episodes |                                                   | [ 188 ] |
| 2021 | The Man of Ateez                  | 5 episodes  | Collaboration special with Kim Jong-kook          | [ 189 ] |
| 2021 | Ssap-Dance                        | 6 episodes  |                                                   |         |
| 2021 | Parasite Challenge Double Up      | 8 episodes  |                                                   | [ 190 ] |
| 2021 | Do Not Disturb                    | 8 episodes  |                                                   |         |
| 2022 | Ateez Wanted Special              | 10 episodes | Showcase with Korea Tourism Organization          | [ 191 ] |
| 2022 | Update My Profile                 | 2 episodes  |                                                   |         |
| 2022 | Stressor Thing                    | 8 episodes  |                                                   |         |
| 2022 | The Vikings                       | 8 episodes  | Continuation of Pirate Reboot: The Five Treasures | [ 192 ] |
| 2022 | The Curse of the Money Hole       | 8 episodes  |                                                   | [ 193 ] |
| 2022 | Real Now - Ateez                  | 7 episodes  |                                                   | [ 194 ] |
| 2022 | Wanteez                           | 8 episodes  |                                                   | [ 195 ] |

## Tururi și concerte

### The Expedition Tour (2019)
| Data            | Oraș        | Țară          | Locul de desfășurare  | Ref            |
| --------------- | ----------- | ------------- | --------------------- | -------------- |
| 15 martie 2019  | Los Angeles | Statele Unite | Teatrul Globe         | [ 31 ]         |
| 17 martie 2019  | Dallas      | Statele Unite | Teatrul Granada       | [ 31 ]         |
| 20 martie 2019  | Chicago     | Statele Unite | Park West             | [ 31 ]         |
| 22 martie 2019  | Atlanta     | Statele Unite | Center Stage Theater  | [ 31 ]         |
| 24 martie 2019  | New York    | Statele Unite | Warsaw                | [ 31 ]         |
| 3 aprilie 2019  | Londra      | Regatul Unit  | O2 Forum Kentish Town | [ 196 ]        |
| 5 aprilie 2019  | Lisabona    | Portugalia    | Lisboa ao Vivo        | [ 196 ]        |
| 7 aprilie 2019  | Paris       | Franța        | Le Bataclan           | [ 196 ]        |
| 9 aprilie 2019  | Berlin      | Germania      | Astra Kulturhaus      | [ 196 ]        |
| 12 aprilie 2019 | Amsterdam   | Olanda        | Q Factory             | [ 196 ]        |
| 14 aprilie 2019 | Milano      | Italia        | Magazzini Generali    | [ 196 ]        |
| 16 aprilie 2019 | Budapesta   | Ungaria       | Durer Kert            | [ 196 ]        |
| 18 aprilie 2019 | Stockholm   | Suedia        | Fryshuset Klubben     | [ 196 ]        |
| 19 aprilie 2019 | Varșovia    | Polonia       | Palladium             | [ 196 ]        |
| 21 aprilie 2019 | Moscova     | Rusia         | Izvestia Hall         | [ 196 ]        |
| 9 august 2019   | Melbourne   | Australia     | Margaret Court Arena  | [ 34 ] [ 197 ] |
| 11 august 2019  | Sydney      | Australia     | Big Top Sydney        | [ 34 ] [ 198 ] |

### Fellowship: Map The Treasure Tour (2020)
| Data               | Oraș | Țară          | Locul de desfășurare   | Ref    |
| ------------------ | ---- | ------------- | ---------------------- | ------ |
| 8-9 februarie 2020 | Seul | Coreea de Sud | Sala Olimpică din Seul | [ 52 ] |

## Awards and nominations
| Ceremonia de premiere        | An   | Categorie                                 | Nominalizare                        | Rezultat          | Ref.    |
| ---------------------------- | ---- | ----------------------------------------- | ----------------------------------- | ----------------- | ------- |
| APAN Music Awards            | 2020 | Best Male Group (Global)                  | Ateez                               | Nominalizare      | [ 199 ] |
| APAN Music Awards            | 2020 | APAN Top 10 (Bonsang)                     | Ateez                               | Nominalizare      | [ 199 ] |
| Asia Artist Awards           | 2020 | Popularity Award – Male Singer            | Ateez                               | Nominalizare      | [ 200 ] |
| Asia Artist Awards           | 2021 | AAA RET Popularity Award – Male Group     | Ateez                               | Nominalizare      | [ 201 ] |
| Asia Artist Awards           | 2021 | U+Idol Live Popularity Award – Male Group | Ateez                               | Nominalizare      | [ 202 ] |
| Asia Model Awards            | 2020 | Popular Star Award – Male (Singer)        | Ateez                               | Câștigat          | [ 203 ] |
| Blue Dragon Series Awards    | 2022 | Best Male Entertainer                     | Ateez                               | Format:Longlisted | [ 204 ] |
| Blue Dragon Series Awards    | 2022 | Best New Male Entertainer                 | Ateez                               | Format:Longlisted | [ 204 ] |
| Forbes Korea Awards          | 2022 | The Best Fandom                           | Ateez                               | Câștigat          | [ 205 ] |
| Gaon Chart Music Awards      | 2021 | Album of the Year – 1st Quarter           | Treasure Epilogue: Action to Answer | Nominalizare      | [ 206 ] |
| Gaon Chart Music Awards      | 2021 | Album of the Year – 3rd Quarter           | Zero: Fever Part.1                  | Nominalizare      | [ 206 ] |
| Gaon Chart Music Awards      | 2021 | Mubeat Global Choice Award – Male         | Ateez                               | Nominalizare      | [ 207 ] |
| Gaon Chart Music Awards      | 2021 | World Rookie of the Year                  | Ateez                               | Câștigat          | [ 208 ] |
| Gaon Chart Music Awards      | 2022 | Mubeat Global Choice Award – Male         | Ateez                               | Nominalizare      | [ 209 ] |
| Genie Music Awards           | 2019 | The Male New Artist                       | Ateez                               | Nominalizare      | [ 210 ] |
| Golden Disc Awards           | 2020 | Disc Bonsang                              | Treasure EP.Fin: All to Action      | Nominalizare      | [ 211 ] |
| Golden Disc Awards           | 2020 | Most Popular Artist                       | Ateez                               | Nominalizare      | [ 212 ] |
| Golden Disc Awards           | 2020 | Next Generation Award                     | Ateez                               | Câștigat          | [ 213 ] |
| Golden Disc Awards           | 2020 | Rookie of the Year                        | Ateez                               | Nominalizare      | [ 211 ] |
| Golden Disc Awards           | 2021 | Disc Bonsang                              | Zero: Fever Part.1                  | Nominalizare      | [ 214 ] |
| Golden Disc Awards           | 2021 | Curaprox Popularity Award                 | Ateez                               | Nominalizare      | [ 215 ] |
| Golden Disc Awards           | 2021 | QQ Music Popularity Award                 | Ateez                               | Nominalizare      | [ 216 ] |
| Golden Disc Awards           | 2022 | Album Bonsang                             | Zero: Fever Part.3                  | Nominalizare      | [ 217 ] |
| Golden Disc Awards           | 2022 | Most Popular Artist Award                 | Ateez                               | Nominalizare      | [ 218 ] |
| Hanteo Music Awards          | 2021 | Artist Award – Male Group                 | Ateez                               | Nominalizare      | [ 219 ] |
| Hanteo Music Awards          | 2021 | Initial Chodong Record Award              | Ateez                               | Câștigat          | [ 219 ] |
| MAMA Awards                  | 2019 | Artist of the Year                        | Ateez                               | Nominalizare      | [ 220 ] |
| MAMA Awards                  | 2019 | Best New Male Artist                      | Ateez                               | Nominalizare      | [ 221 ] |
| MAMA Awards                  | 2019 | Worldwide Icon of the Year                | Ateez                               | Nominalizare      | [ 48 ]  |
| MAMA Awards                  | 2019 | Worldwide Fans' Choice Top 10             | Ateez                               | Câștigat          | [ 48 ]  |
| MAMA Awards                  | 2020 | Worldwide Icon of the Year                | Ateez                               | Nominalizare      | [ 67 ]  |
| MAMA Awards                  | 2020 | Worldwide Fans' Choice Top 10             | Ateez                               | Câștigat          | [ 67 ]  |
| MAMA Awards                  | 2020 | Discovery of the Year                     | Ateez                               | Câștigat          | [ 67 ]  |
| MAMA Awards                  | 2020 | Best Dance Performance – Male Group       | "Inception"                         | Nominalizare      | [ 222 ] |
| MAMA Awards                  | 2020 | Song of the Year                          | "Inception"                         | Nominalizare      | [ 222 ] |
| MAMA Awards                  | 2021 | Worldwide Fans' Choice Top 10             | Ateez                               | Nominalizare      |         |
| MAMA Awards                  | 2022 | Worldwide Fans' Choice Top 10             | Ateez                               | Nominalizare      | [ 223 ] |
| MTV Europe Music Awards      | 2019 | Best Korean Act                           | Ateez                               | Câștigat          | [ 224 ] |
| Mubeat Awards                | 2019 | Best Song                                 | "Wonderland"                        | Câștigat          | [ 225 ] |
| Mubeat Awards                | 2019 | Best Ending Fairy                         | "Wonderland"                        | Nominalizare      | [ 225 ] |
| Mubeat Awards                | 2019 | Best Male Rookie Artist                   | Ateez                               | Nominalizare      | [ 225 ] |
| Mubeat Awards                | 2019 | Best Performance Group                    | Ateez                               | Nominalizare      | [ 225 ] |
| Mubeat Awards                | 2020 | Artist of the Year                        | Ateez                               | Nominalizare      | [ 226 ] |
| Mubeat Awards                | 2020 | Song of the Year                          | "Inception"                         | Nominalizare      | [ 226 ] |
| Mubeat Awards                | 2020 | Best Performance Group                    | "Inception"                         | Nominalizare      | [ 226 ] |
| Mubeat Awards                | 2021 | Artist of the Year                        | Ateez                               | Nominalizare      | [ 227 ] |
| Mubeat Awards                | 2021 | Song of the Year                          | "Deja Vu"                           | Nominalizare      | [ 227 ] |
| Mubeat Awards                | 2021 | MV of the Year                            | "Deja Vu"                           | Nominalizare      | [ 227 ] |
| Mubeat Awards                | 2021 | Best Performance                          | "Deja Vu"                           | Nominalizare      | [ 227 ] |
| Seoul Music Awards           | 2020 | K-Wave Award                              | Ateez                               | Nominalizare      | [ 228 ] |
| Seoul Music Awards           | 2020 | Popularity Award                          | Ateez                               | Nominalizare      | [ 228 ] |
| Seoul Music Awards           | 2020 | Rookie of the Year                        | Ateez                               | Nominalizare      | [ 229 ] |
| Seoul Music Awards           | 2021 | Main Award (Bonsang)                      | Ateez                               | Câștigat          | [ 230 ] |
| Seoul Music Awards           | 2021 | K-Wave Popularity Award                   | Ateez                               | Nominalizare      | [ 231 ] |
| Seoul Music Awards           | 2021 | Popularity Award                          | Ateez                               | Nominalizare      | [ 231 ] |
| Seoul Music Awards           | 2021 | WhosFandom Award                          | Ateez                               | Nominalizare      | [ 232 ] |
| Seoul Music Awards           | 2022 | Main Award (Bonsang)                      | Ateez                               | Câștigat          | [ 233 ] |
| Seoul Music Awards           | 2022 | K-wave Popularity Award                   | Ateez                               | Nominalizare      | [ 234 ] |
| Seoul Music Awards           | 2022 | Popularity Award                          | Ateez                               | Nominalizare      | [ 234 ] |
| Seoul Music Awards           | 2022 | U+Idol Live Best Artist Award             | Ateez                               | Nominalizare      | [ 235 ] |
| Soribada Best K-Music Awards | 2019 | Performance Award                         | Ateez                               | Câștigat          | [ 236 ] |
| Soribada Best K-Music Awards | 2019 | Popularity Award – Male                   | Ateez                               | Nominalizare      | [ 237 ] |
| Soribada Best K-Music Awards | 2020 | Popularity Award – Male                   | Ateez                               | Nominalizare      | [ 238 ] |
| Soribada Best K-Music Awards | 2020 | Global Artist Award                       | Ateez                               | Nominalizare      | [ 239 ] |
| The Fact Music Awards        | 2020 | Global Hottest Artist                     | Ateez                               | Câștigat          | [ 240 ] |
| The Fact Music Awards        | 2020 | Popularity Award                          | Ateez                               | Nominalizare      | [ 241 ] |
| The Fact Music Awards        | 2020 | Fan N Star Choice Award － Singer         | Ateez                               | Nominalizare      | [ 242 ] |
| The Fact Music Awards        | 2021 | Artist of the Year (Bonsang)              | Ateez                               | Câștigat          | [ 243 ] |
| The Fact Music Awards        | 2021 | Popularity Award                          | Ateez                               | Nominalizare      | [ 244 ] |
| The Fact Music Awards        | 2021 | Fan N Star Choice Award － Singer         | Ateez                               | Nominalizare      | [ 245 ] |
| The Fact Music Awards        | 2022 | Artist of the Year (Bonsang)              | Ateez                               | Câștigat          | [ 246 ] |
| The Fact Music Awards        | 2022 | Best Performer                            | Ateez                               | Câștigat          | [ 247 ] |

### Listele
| Editor | An   | Listicul                            | Plasare | Ref.    |
| ------ | ---- | ----------------------------------- | ------- | ------- |
| Grammy | 2021 | 5 Rising Korean Artists To Know Now | Placed  | [ 248 ] |